# Sireköpinge landskommun
Sireköpinge landskommun var en tidigare kommun i dåvarande Malmöhus län.

## Administrativ historik
Kommunen bildades i Sireköpinge socken i Rönnebergs härad i Skåne när 1862 års kommunalförordningar trädde i kraft. 
Vid kommunreformen 1952 uppgick kommunen i Rönneberga landskommun som upplöstes 1969 då denna del uppgick i Svalövs landskommun som 1971 ombildades till Svalövs kommun.

## Politik

### Mandatfördelning i Sireköpinge landskommun 1938-1946
| 12 | 8 |

| 20 |

| 12 | 8 |

| 20 |

| 10 | 10 |

| 19 |